# 原爆忌
原爆忌（げんばくき）とは、慰霊の日の1つで、原子爆弾が投下された日。8月6日と8月9日の2つある。夏あるいは秋の季語（立秋がこの時期のため）。

## 概要
8月6日は『広島原爆忌』『広島原爆の日』『平和記念日』と言い、1945年8月6日にアメリカ軍による広島市への原子爆弾投下に由来する。8月9日は『長崎原爆忌』『長崎原爆の日』と言い、1945年8月9日にアメリカ軍による長崎市への原子爆弾投下に由来する。それぞれの日には、広島平和記念式典や長崎原爆犠牲者慰霊平和祈念式典が開催される。